# Data delineata
Data delineata är en fjärilsart som beskrevs av Moore 1884. Data delineata ingår i släktet Data och familjen nattflyn. Inga underarter finns listade i Catalogue of Life.